# STS-26

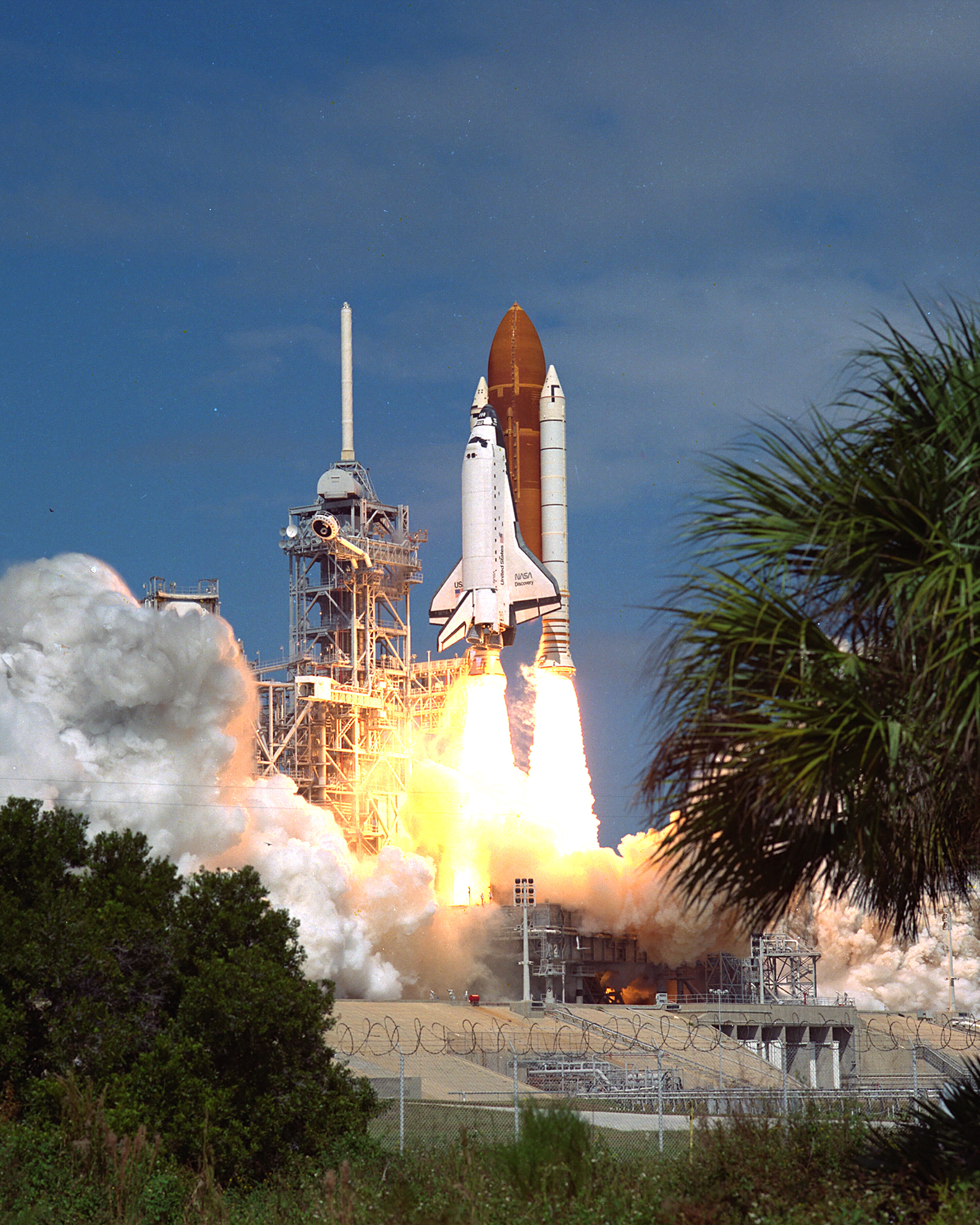
발사되는 디스커버리 우주왕복선

STS-26은 1986년 1월 28일 STS-51-L 발사 도중 챌린저 우주왕복선이 폭발한 이후 중단되었던 우주왕복선 임무가 중단된지 2년 후인 1988년 9일 29일 발사된 디스커버리 우주왕복선의 7번째 미션이다.

## 승무원
- 페드릭 H. 호크 (Fed3rick H. Hauck)
- 리처드 O. 코베이 (Richard O. Covey)
- 마이크 론지 (Mike Lounge)
- 조지 D. 넬슨 (George D. Nelson)
- 데이비드 C. 힐머스 (David C. Hilmers)

## 갤러리

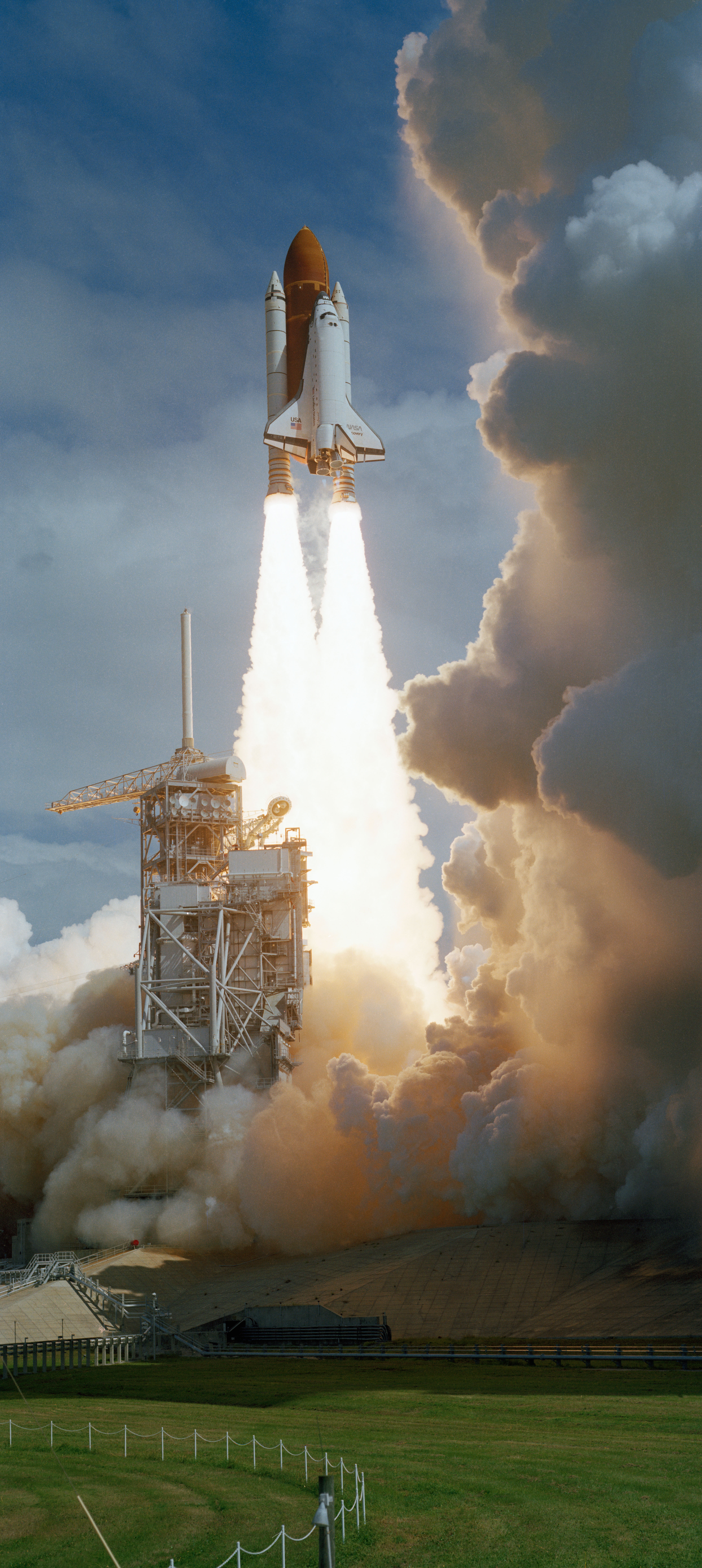
STS-26의 발사
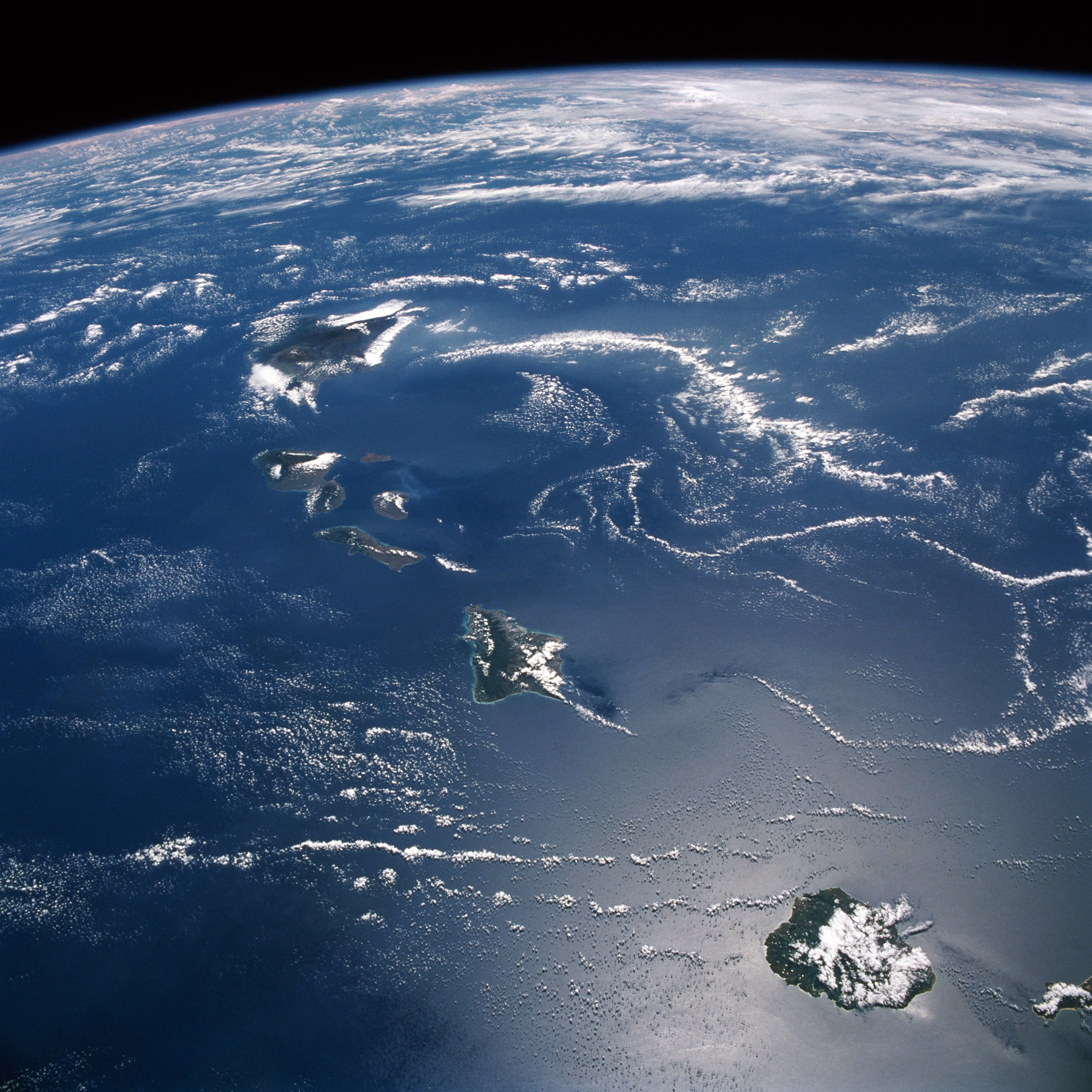
디스커버리 우주왕복선에서 찍은 하와이 제도
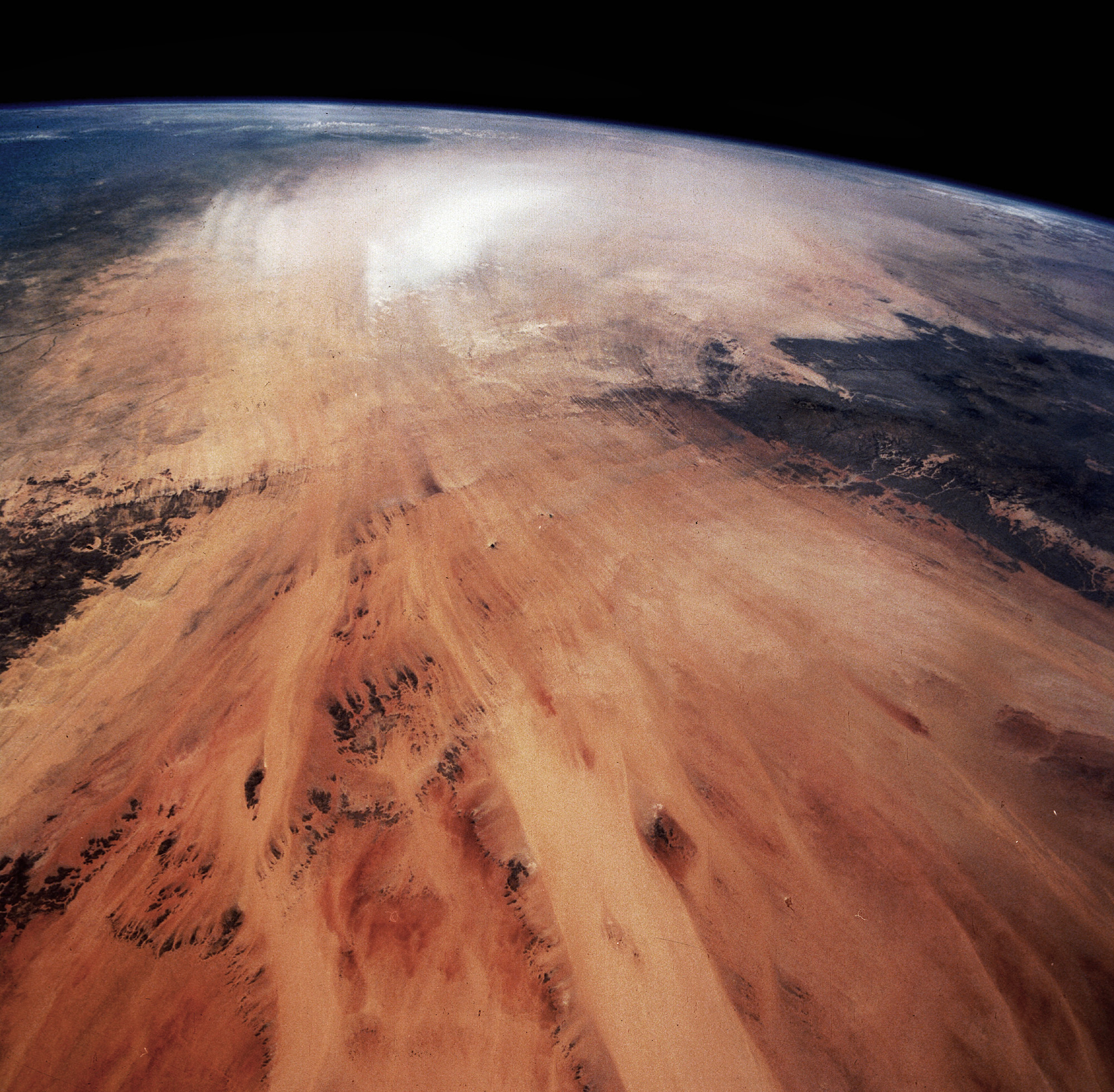
디스커버리 우주왕복선에서 찍은 차드
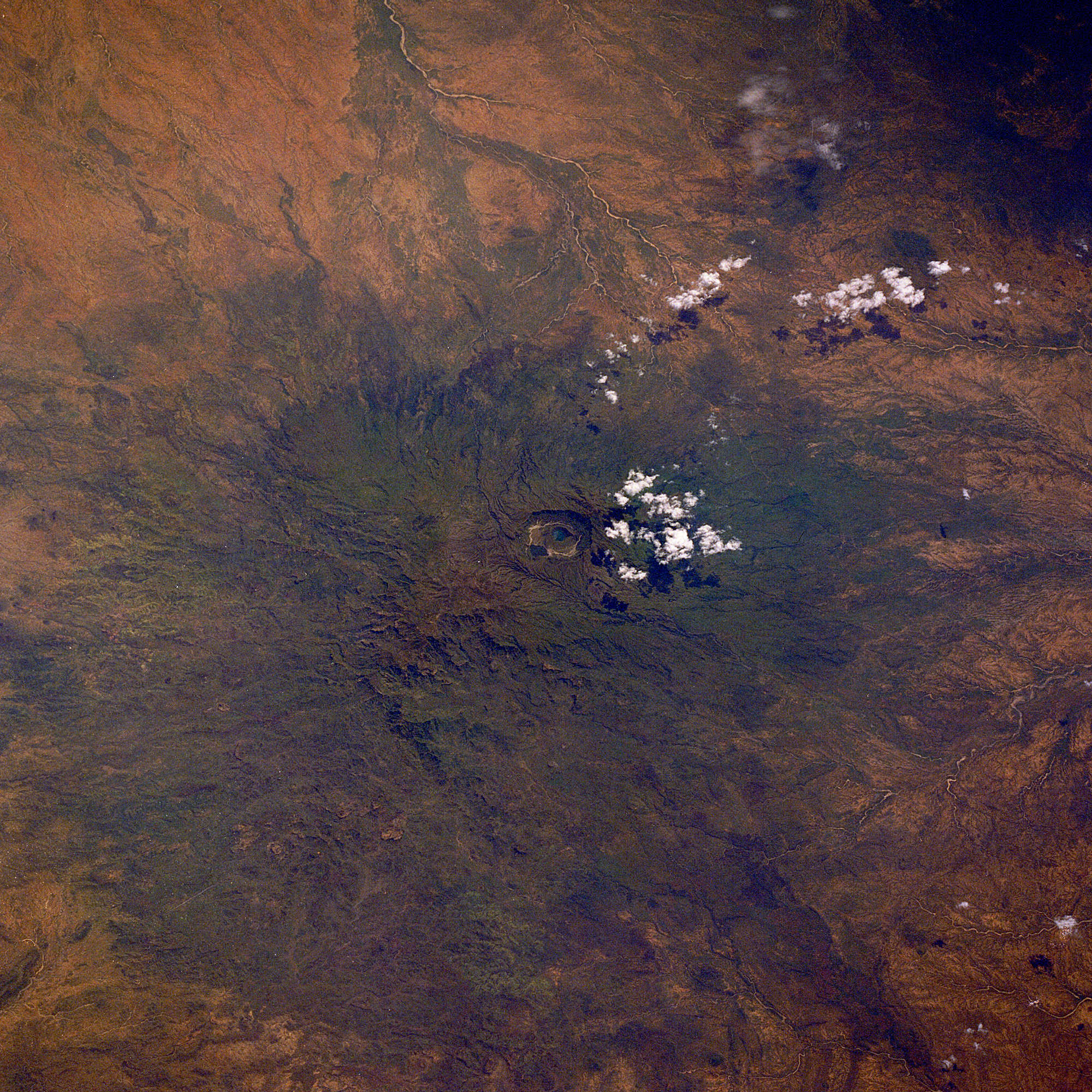
디스커버리 우주왕복선에서 찍은 수단
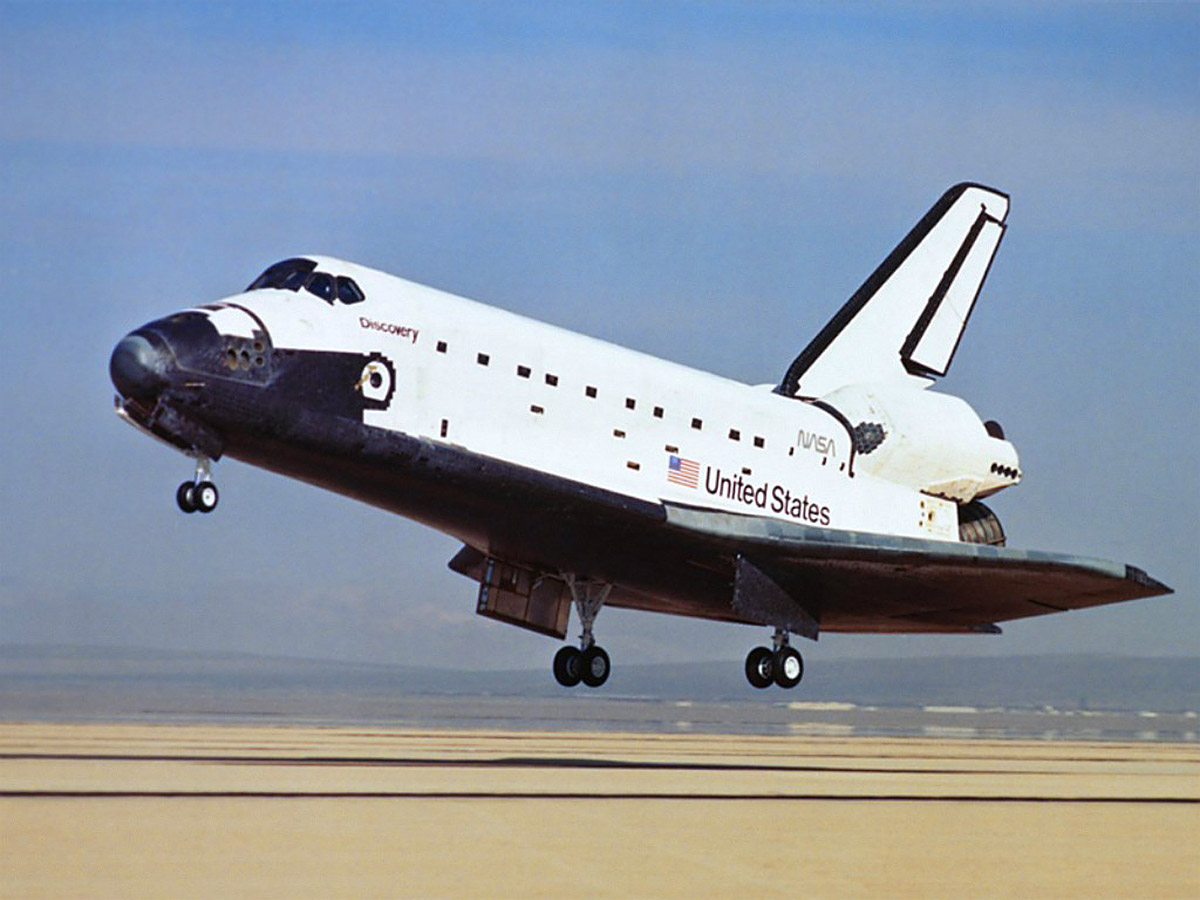
디스커버리 우주왕복선의 착륙